# Прибрежная пустыня Красного моря
Прибрежная пустыня Красного моря — экологический регион, находящийся вдоль побережья Красного моря в Египте и Судане. Статус сохранности экорегиона оценивается как уязвимый, специальный код экорегиона — AT1317.

## Климат
Средние температуры приблизительно равны 18 °C в январе и 31 °C в августе. Хотя на большей части прибрежной равнины количество осадков мало, сток с прилегающих гор, где годовое количество осадков приблизительно равно 100—200 мм, увеличивает доступность воды для растительности на уровне моря.

## Флора и фауна
По мелководью разбросаны деревья вида авиценния морская, переходя в прибрежные солончаки далее вглубь суши, где обитают сообщества Arthrocnemum macrostachyum. В горах обычны акация кручёная и баланитес египетский. Вокруг горы Гебель-Эльба приток богатых влагой ветром обеспечивает разнообразную флору почти 25 % зарегистрированных видов растений Египта, включая папоротники, мхи и суккуленты. 
Наземная дикая природа побережья включает капского дамана, нубийского горного козла, песчаную лисицу и газель-доркас. Примечательны горные районы экорегиона, где на скалистых склонах обитают вышеупомянутые газель-доркас и нубийский горный козёл.
Считается, что в экорегионе находится самая крупная из известных гнездящихся популяций эндемичной белоглазой чайки. Некоторые другие виды птиц, такие как бенгальская крачка, бурокрылая крачка, серебристый чеглок и чеграва зависят от островов экорегиона как от их мест размножения.

## Состояние экорегиона
Населённые пункты существовали вдоль побережья в течение тысяч лет, где местное население зависит от рыболовства и выпаса скота. Сильно засоленные почвы препятствовали развитию сельского хозяйства. Регион имеет долгую историю добычи полезных ископаемых, в том числе старейшую в мире изумрудную шахту.
В последние десятилетия этот регион стал популярным туристическим направлением, что привело к загрязнению и росту пустынь. Также озабоченность вызывает охота, разливы нефти, чрезмерный выпас скота, засуха и изменение климата. Чтобы свести к минимуму воздействие этих нагрузок, были созданы различные охраняемые территории, которые представляют все основные среды обитания в регионе.